# Gail Slater
 (mars 2025).
Pour les articles homonymes, voir Slater.
Gail Slater est une avocate et fonctionnaire américaine, nommée cheffe de la division antitrust du département de la Justice des États-Unis par le président Donald Trump en décembre 2024, lors de son second mandat. Confirmée par le Sénat le 11 mars 2025 avec un vote de 78 contre 19, elle est reconnue pour son expertise en droit de la concurrence et son engagement contre les monopoles, notamment dans le secteur des technologies.

## Biographie

### Formation et débuts professionnels
Gail Slater est née à Dublin. Elle a obtenu un diplôme en droit et a débuté sa carrière comme avocate spécialisée en droit de la concurrence. Elle a travaillé à la Commission fédérale du commerce (FTC) pendant neuf ans, où elle a occupé divers postes liés à l’application des lois antitrust. Par la suite, elle a été conseillère générale de l’Internet Association, une organisation représentant des entreprises technologiques comme Google et Meta, avant sa fermeture.

### Carrière dans le secteur public
Durant le premier mandat de Donald Trump, Gail Slater a servi au Conseil économique national (National Economic Council), où elle a conseillé le président sur les questions de technologie, de télécommunications et de cybersécurité. Après avoir quitté la Maison-Blanche, elle a été conseillère économique de J. D. Vance, alors sénateur, avant qu’il ne devienne vice-président en 2025.
Le 4 décembre 2024, Donald Trump annonce sa nomination comme cheffe de la division antitrust du département de la Justice, un poste clé pour superviser des procès antitrust majeurs contre des entreprises comme Google, Apple et Visa. Lors de son audience de confirmation le 11 février 2025 devant le Comité judiciaire du Sénat, elle promet une approche « chirurgicale » de l’application des lois antitrust, privilégiant des actions ciblées plutôt que des régulations générales. Sa nomination est confirmée le 11 mars 2025, avec un soutien bipartisan.

### Positions et influence
Gail Slater est connue pour sa critique des monopoles technologiques et son intention de poursuivre les efforts contre les géants comme Google et Apple, tout en adoptant une approche potentiellement plus flexible sur les remèdes aux abus de position dominante. Elle s’est également exprimée sur les ententes anticoncurrentielles et les clauses de non-concurrence, plaidant pour une application rigoureuse mais sélective des lois.